# Imigração peruana no Brasil
Peruano-brasileiro é um brasileiro de completa ou parcial ancestralidade peruana, ou um peruano residente no Brasil. O  país possui aproximadamente cinquenta mil peruano-brasileiros.